# Liste des maires du 11e arrondissement de Paris
Cet article liste les maires du 11e arrondissement de Paris depuis 1860.

## Liste
| Portrait | Portrait | Nom                         | Mandat                                      | Appartenance politique                                               | Qualité                                                                              |
| -------- | -------- | --------------------------- | ------------------------------------------- | -------------------------------------------------------------------- | ------------------------------------------------------------------------------------ |
|          |          | Frédéric Lévy               | 19 décembre 1859 - 4 septembre 1870         | Bonapartiste                                                         | Marchand de bois Maire de l'ancien 8e arrondissement depuis 1858                     |
|          |          | Léonce Ribert (d)           | 5 - 7 septembre 1870                        | Républicain                                                          | Professeur                                                                           |
|          |          | Anatole-Cyprien Coffard     | 7 - 15 septembre 1870                       | Républicain radical                                                  | Négociant                                                                            |
|          |          | Jules Mottu                 | 15 septembre - 18 octobre 1870              | Républicain radical                                                  | Banquier                                                                             |
|          |          | Arthur de Fonvielle (d)     | 18 octobre - 5 novembre 1870                | Républicain                                                          |                                                                                      |
|          |          | Jules Mottu                 | 5 novembre 1870 - 31 mars 1871              | Républicain radical                                                  | Banquier                                                                             |
|          |          | Charles Ruinet (d)          | 28 mai - 11 septembre 1871                  |                                                                      | Officier de la garde nationale                                                       |
|          |          | Félix Delpire (d)           | 11 septembre 1871 - 22 février 1875         | Républicain modéré (centre gauche) voire conservateur (centre droit) | Avocat                                                                               |
|          |          | Jules Bariquand (d)         | 22 février 1875 - 11 mars 1879              |                                                                      | Fabricant de machines à coudre                                                       |
|          |          | Denis Poulot                | 11 mars 1879 - 26 mars 1882                 | Républicain                                                          | Fabricant de machines et produits pour le polissage                                  |
|          |          | Jules Rocaché (d)           | 26 mars 1882 - 26 avril 1889 (décès)        | Républicain                                                          | Ingénieur Dirigeant d'une fonderie de cuivre Adjoint au maire depuis le 11 mars 1879 |
|          |          | Eugène-Julien Legénisel (d) | 27 mai 1889 - 15 septembre 1901             | Républicain                                                          | Dirigeant d'une fonderie d'acier moulé Adjoint au maire depuis le 18 octobre 1881    |
|          |          | Nicolas Duval-Pihet (d)     | 15 septembre 1901 - 21 octobre 1902         | Républicain                                                          | Ingénieur-mécanicien Fabricant de machines-outils Adjoint au maire depuis 1884       |
|          |          | Théodore Duhamel (d)        | 21 octobre 1902 - 9 août 1904               | Républicain                                                          | Distillateur Adjoint au maire                                                        |
|          |          | Adolphe-Eugène Darnay (d)   | 9 août 1904 - 23 juillet 1908 (décès)       | Républicain                                                          | Ingénieur Adjoint au maire depuis le 14 juin 1890                                    |
|          |          | Henri Viet                  | 7 octobre 1908 - 1941                       | Républicain                                                          | Architecte Adjoint au maire depuis le 6 décembre 1902                                |
|          |          | Francis Bonnéric (d)        | 1944 - 11 août 1947                         | Communiste                                                           | Architecte                                                                           |
|          |          | Eugène Giraud               | 11 août 1947 - 12 janvier 1948 (révocation) |                                                                      | Contrôleur principal des contributions indirectes                                    |
|          |          | André Jouanest              | 12 janvier 1948 - 21 janvier 1949           |                                                                      |                                                                                      |
|          |          | Henri Viet                  | 21 janvier 1949 - 1959                      |                                                                      | Architecte Ancien maire de l'arrondissement (1908-1941)                              |
|          |          | Jean Vaugelade (d)          | 1959 - 1977                                 |                                                                      | Imprimeur-cartonnier                                                                 |
|          |          | Alain Devaquet              | 1983 - 1995                                 | RPR                                                                  | Professeur de chimie Ancien député (1978-1981)                                       |
|          |          | Georges Sarre               | 1995 - 2008                                 | MDC puis MRC                                                         | Député                                                                               |
|          |          | Patrick Bloche              | 2008 - 2014                                 | PS                                                                   | Député Conseiller de Paris depuis 1995                                               |
|          |          | François Vauglin            | 2014 - en cours                             | PS                                                                   | Ingénieur des ponts, des eaux et des forêts Conseiller de Paris depuis 2008          |